# Гута (заповідне урочище)
Гу́та — заповідне урочище місцевого значення в Україні. Об'єкт розташований на території Володимирського району Волинської області, на північ від села Стенжаричі. 
Площа 435,9 га. Статус присвоєно згідно з рішенням обласної ради від 21.06.2012 року № 12/35. Перебуває у віданні ДП «Володимир-Волинське ЛМГ» (Стенжаричівське лісництво, кв. 12, вид. 1–43; кв. 13, вид. 1–50; кв. 14, вид. 1–56; кв. 15, вид. 17, 23–28; кв. 18, вид. 3–5, 17, 22, 23, 26–29, 36–38, 40–47; кв. 19, вид. 41–47, 49–58; кв. 36, вид. 1; кв. 37, вид. 1–6, 8, 10, 39). 
Статус присвоєно для збереження частини лісового масиву з болотяно-лісових та низинно-болотяних природних комплексів. У деревостані переважають береза повисла і вільха чорна. Поширена сфагнова рослинність. 
Трапляються рідкісні види водно-болотяної флори та фауни, що охороняються Червоною книги України та міднародними конвенціями: зозулині черевички справжні, росичка круглолиста, латаття біле, журавель сірий.